# Гейл (Техас)
Гейл (англ. Gail) — невключённая община и статистически обособленная местность в США, расположенная в северо-западной части штата Техас, административный центр округа Борден. По данным переписи за 2010 год число жителей составляло 231 человек, по оценке Бюро переписи США в 2016 году в городе проживало 238 человек.

## История

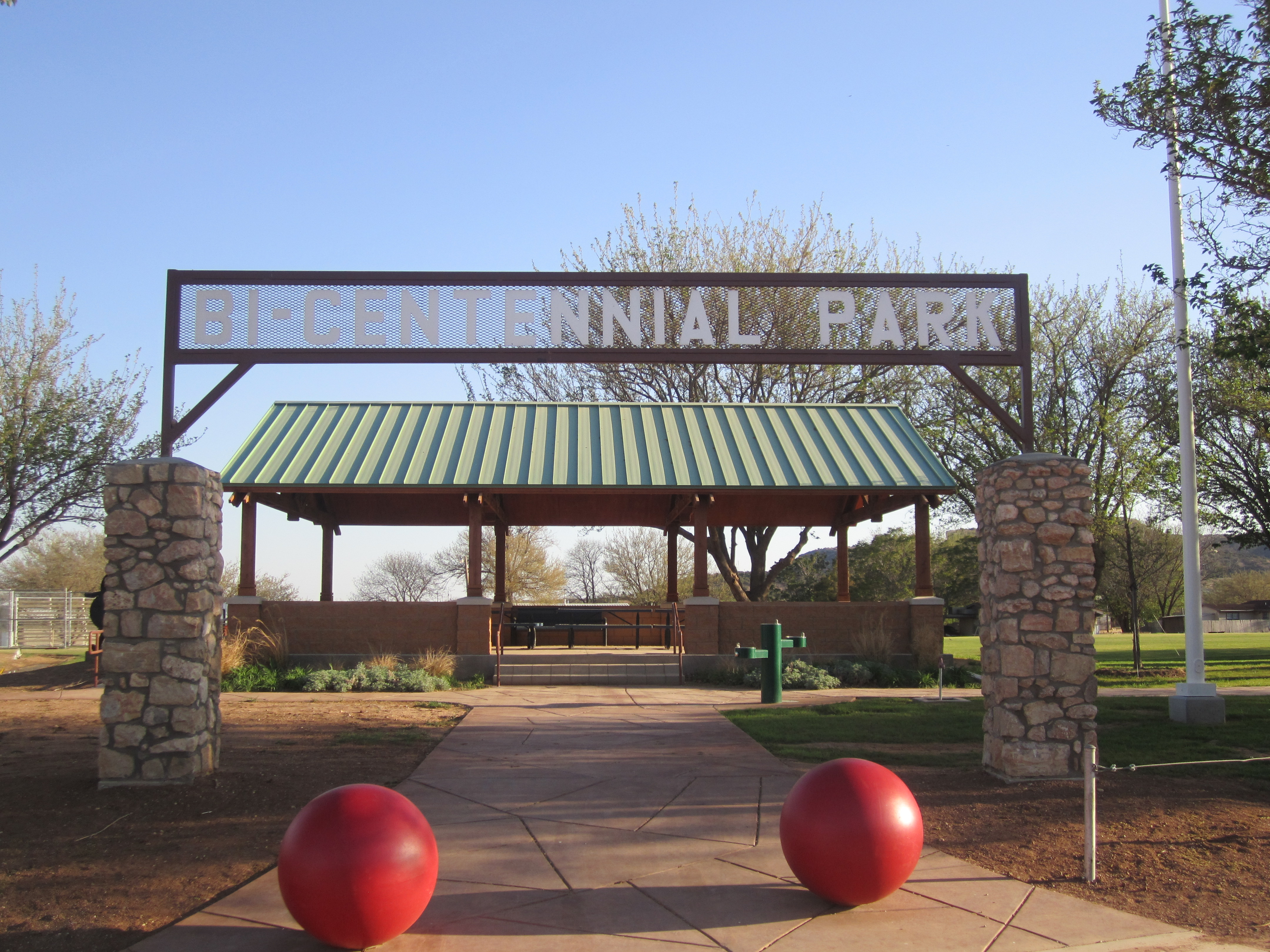
Парк двухсотлетия Гейла.

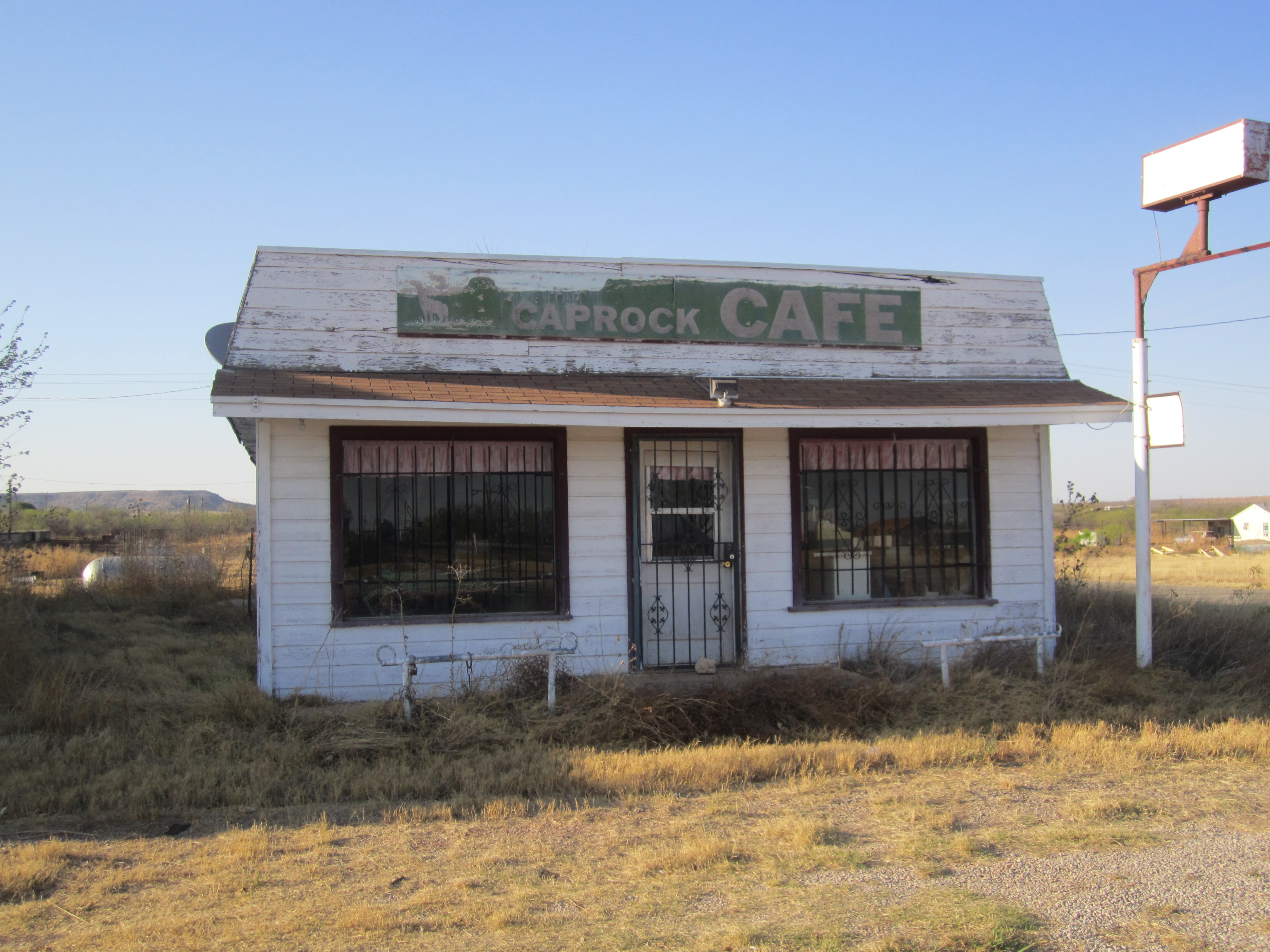
Заброшенное кафе Caprock Cafe напротив здания суда округа Борден.

Поселение получило название в честь издателя, бизнесмена и изобретателя Гейла Бордена-младшего, когда оно было избрано административным центром округа в 1891 году. В 1903 году в городе произошёл конфликт, получивший название «Война ленточек» (англ. War of Ribbons). Штат продавал лоты земли в поселении фермерам и это не понравилось скотоводам, которые, чтобы отличаться от новичков, стали носить синие ленточки. Новые поселенцы стали носить красные ленты. Конфликт быстро сошёл на нет. Несмотря на свой статус, поселение оставалось небольшим. Без того некрупная община сократилась в численности во время Великой депрессии. К 1980-м годам в городе функционировал музей, две школы и кафе.

## География
Гейл находится в южной части округа, его координаты: 32°46′02″ с. ш. 101°27′21″ з. д..
Согласно данным бюро переписи США, площадь города составляет около 5,2 км2, практически полностью занятых сушей.

### Климат
Согласно классификации климатов Кёппена, в Гейле преобладает семиаридный климат умеренных широт (BSk).
| Показатель                    | Янв.  | Фев.  | Март  | Апр. | Май  | Июнь | Июль | Авг. | Сен. | Окт. | Нояб. | Дек.  | Год   |
| ----------------------------- | ----- | ----- | ----- | ---- | ---- | ---- | ---- | ---- | ---- | ---- | ----- | ----- | ----- |
| Абсолютный максимум, °C       | 30,6  | 32,8  | 36,7  | 38,3 | 43,9 | 46,7 | 45   | 41,7 | 41,1 | 39,4 | 32,8  | 28,9  | 46,7  |
| Средний суточный максимум, °C | 14,5  | 16,6  | 21,3  | 26,1 | 29,9 | 33,4 | 34,7 | 34   | 30,1 | 25,4 | 19,3  | 14,8  | 25    |
| Средняя температура, °C       | 7,1   | 8,9   | 13,3  | 18,1 | 22,4 | 26,2 | 27,7 | 27   | 23,3 | 18,2 | 12,1  | 7,7   | 17,7  |
| Средний суточный минимум, °C  | −0,2  | 1,3   | 5,3   | 10,1 | 14,9 | 18,9 | 20,7 | 20,1 | 16,4 | 11   | 4,9   | 0,5   | 10,3  |
| Абсолютный минимум, °C        | −16,1 | −17,8 | −12,8 | −4,4 | 1,7  | 7,2  | 13,9 | 11,1 | 2,2  | −6,1 | −13,3 | −18,3 | −18,3 |
| Норма осадков, мм             | 15    | 17    | 24    | 33   | 70   | 61   | 54   | 57   | 66   | 48   | 21    | 18    | 484   |
| Источник: weatherbase.com     |       |       |       |      |      |      |      |      |      |      |       |       |       |

## Население

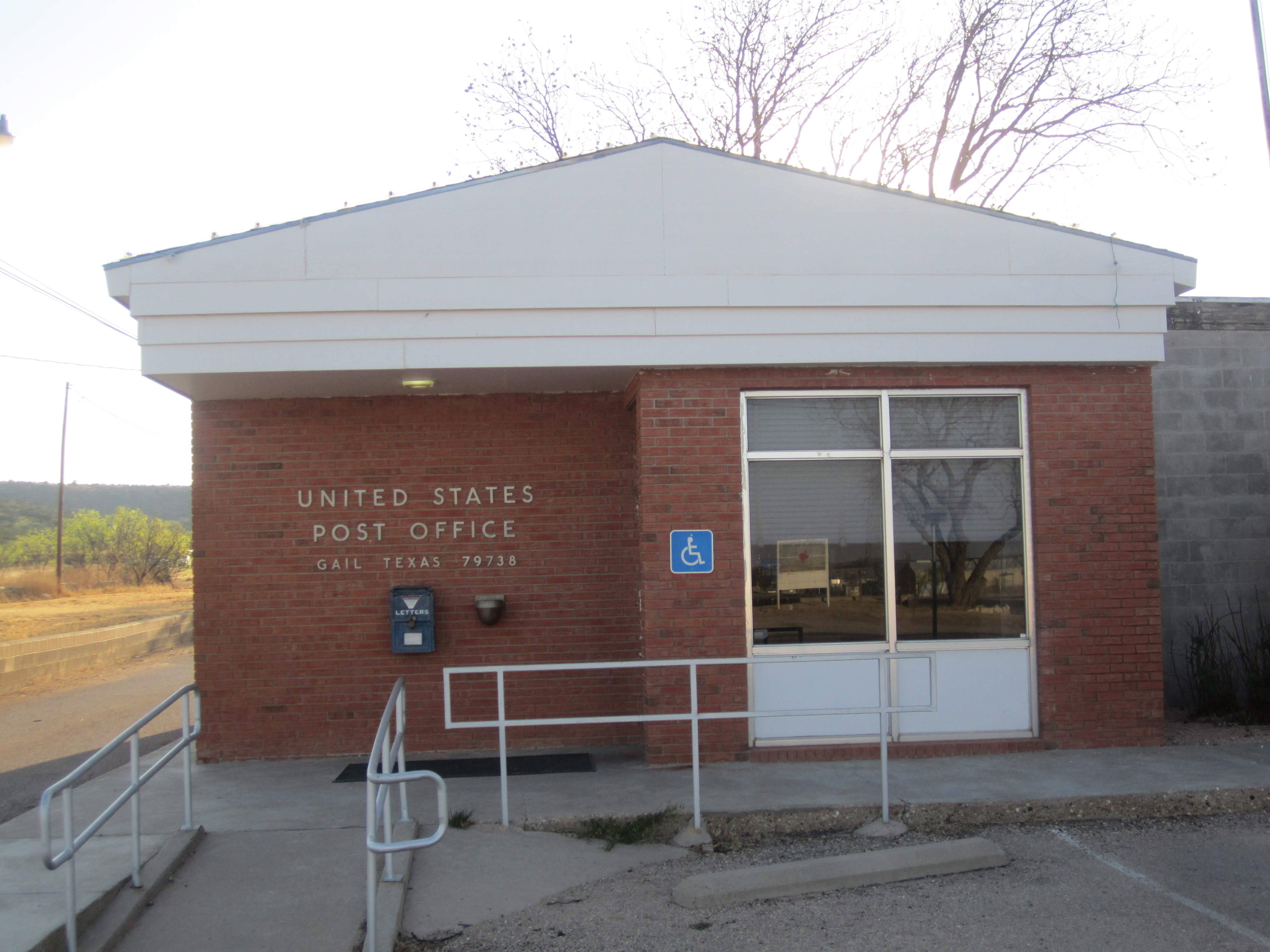
Почтовый офис.

Согласно переписи населения 2010 года в городе проживал 231 человек, было 86 домохозяйств и 65 семей. Расовый состав города: 91,3 % — белые, 0 % — афроамериканцы, 0,9 % — коренные жители США, 0,4 % — азиаты, 0,0 % (0 человек) — жители Гавайев или Океании, 6,1 % — другие расы, 1,3 % — две и более расы. Число испаноязычных жителей любых рас составило 21,2 %.
Из 86 домохозяйств, в 34,9 % живут дети младше 18 лет. 60,5 % домохозяйств представляли собой совместно проживающие супружеские пары (24,4 % с детьми младше 18 лет), в 10,5 % домохозяйств женщины проживали без мужей, в 4,7 % домохозяйств мужчины проживали без жён, 24,4 % домохозяйств не являлись семьями. В 18,6 % домохозяйств проживал только один человек, 7 % составляли одинокие пожилые люди (старше 65 лет). Средний размер домохозяйства составлял 2,69. Средний размер семьи — 3,14 человека.
Население города по возрастному диапазону распределилось следующим образом: 30,7 % — жители младше 20 лет, 16,5 % находятся в возрасте от 20 до 39, 40,2 % — от 40 до 64, 12,7 % — 65 лет и старше. Средний возраст составляет 40,9 года.
Согласно данным опросов пяти лет с 2012 по 2016 годы, средний доход домохозяйства в Гейле составляет 75 972 доллара США в год, средний доход семьи — 77 917 долларов. Доход на душу населения в городе составляет 26 201 
доллар. В городе нет ни одного человека, который бы находился за чертой бедности.

## Инфраструктура и транспорт
Основными автомагистралями, проходящими через Гейл, являются:
- автомагистраль 180 США, которая идёт с востока от Снайдера на запад к Ламисе.

Ближайшим аэропортом, выполняющим коммерческие рейсы, является международный аэропорт Престона Смита в Лаббоке. Аэропорт находится примерно в 125 километрах к северу от Гейла.

## Образование
Город обслуживается независимым школьным округом Бордена.

## Отдых и развлечения

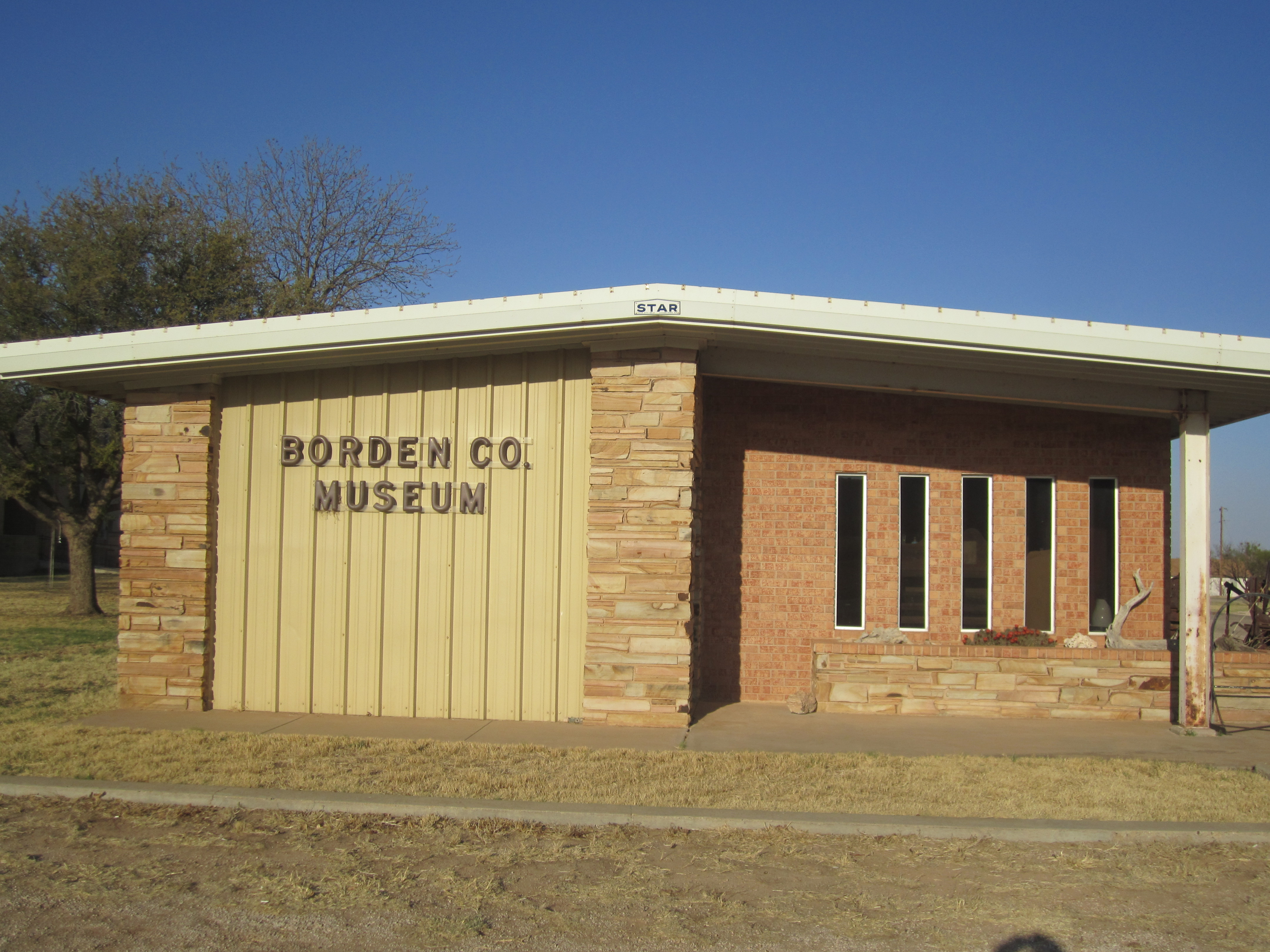
Музей округа Борден напротив почтового отделения общины.

В Гейле располагается музей округа Борден.